# Папский германо-венгерский коллегиум
Папский германо-венгерский коллегиум в Риме (лат. Pontificium Collegium Germanicum et Hungaricum de Urbe) — немецкоязычная католическая духовная семинария (коллегиум) в Риме, основанная в 1552 году.

## История
Германский коллегиум был основан 31 августа 1552 года буллой Dum sollicita папы Юлия III. Кардинал Джованни Мороне и глава Ордена иезуитов Игнатий Лойола выступили в качестве его непосредственных создателей. Последний даже его официально открыл 28 октября 1552 года, а первые студенты приступили к занятиям уже в ноябре. С тех пор коллегиум находится под опекой иезуитов (комитет из шести кардиналов-протекторов) и после Almo Collegio Capranica является старейшим среди учебных заведений своего типа.
Первый год учебные предметы преподавались силами самого коллегиума, но уже осенью 1553 года Лойола создал школы философии и теологии в другом иезуитском учебном заведении — Римском коллегиуме. Кроме того он здесь впервые ввёл правила внутреннего распорядка, которые затем были перенесены в другие подобные места.